# Jus'vinskij rajon
Lo Jus'vinskij rajon (in russo  Юсьвинский район?) è un municipal'nyj rajon (муниципальный округ) del Circondario dei Komi-Permiacchi nel Territorio di Perm', in Russia; il centro amministrativo è il villaggio di Jus'va.
Attraversa il distretto il fiume In'va.